# 198
198. је била проста година.

## Догађаји
- Википедија:Непознат датум — Заузеће Ктесифона (198)